# Контрада Склано
Контрада Склано је насеље у Италији у округу Ређо ди Калабрија, региону Калабрија.
Према процени из 2011. у насељу је живело 55 становника. Насеље се налази на надморској висини од 1178 м.